# Диантимонид родия
Диантимонид родия — бинарное неорганическое соединение
родия и сурьмы с формулой RhSb2,
кристаллы.

## Получение
- Сплавление чистых веществ в инертной атмосфере:

{\displaystyle {\mathsf {Rh+2Sb\ {\xrightarrow {1100^{o}C}}\ RhSb_{2}}}}

## Физические свойства
Диантимонид родия образует кристаллы
моноклинной сингонии,
пространственная группа P 21/c,
параметры ячейки a = 0,6604 нм, b = 0,6557 нм, c = 0,6668 нм, β = 116,9°, Z = 4,
структура типа диантимонида кобальта CoSb2
.
Соединение образуется по перитектической реакции при температуре 1100°С .